# M224

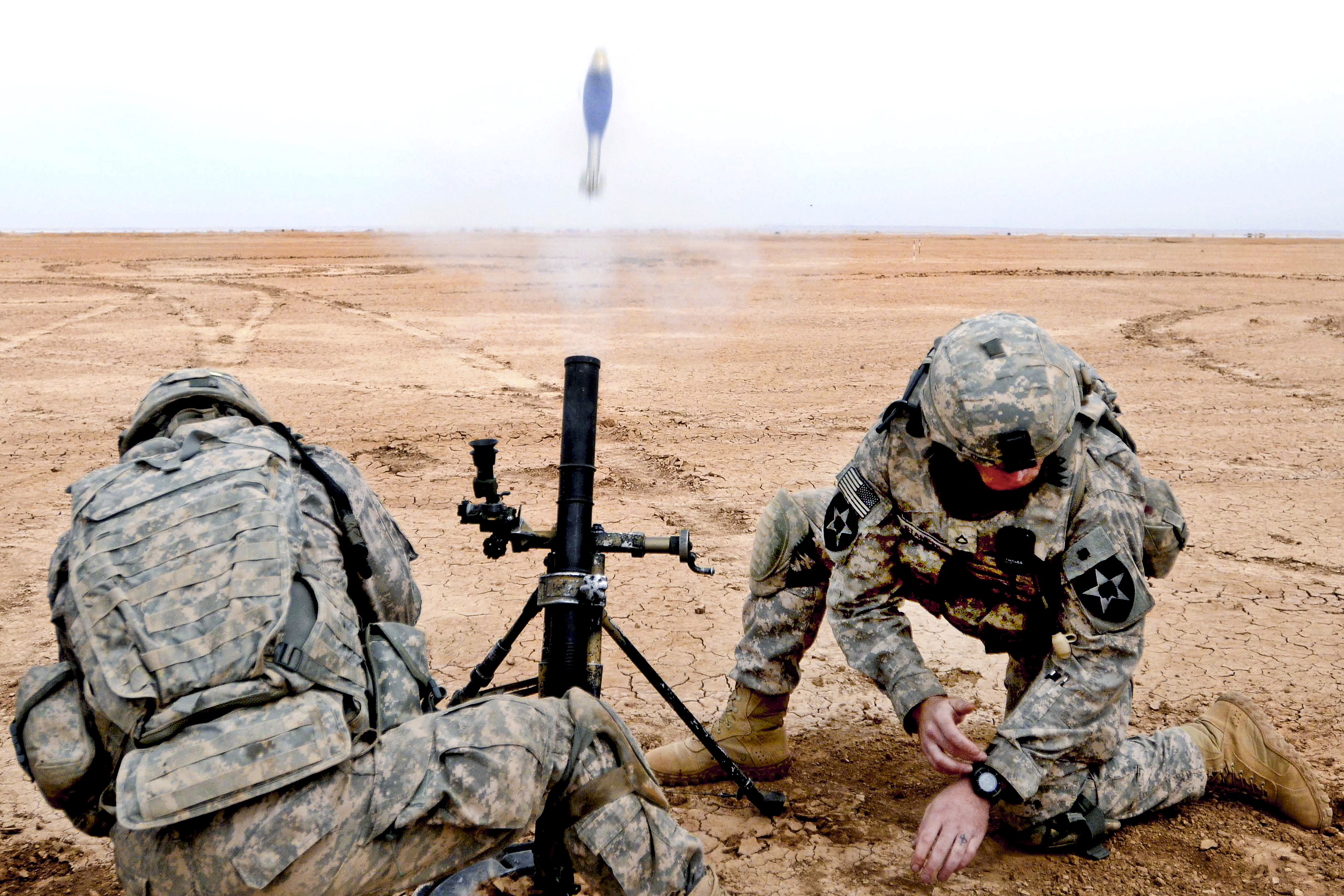
M224-es aknavető tüzelés közben

Az M224 60 mm-es amerikai aknavető. A kis tömegű, sima csövű, elöltöltős, meredek röppályájú tűzfegyvert a többi harcoló alegység támogatására használják.

## Története
Az M224 LWCMS (Lghtweight Company Mortar System – könnyűlövész század aknavető rendszer) a korábbi második világháborús 60 mm-es M2 és M19 aknavetőket váltotta fel. Ezek a régebbi tÍpusok csak 2000 méteres hatásos lőtávolsággal rendelkeztek. Miközben az M 224-es aknavető úgy lett kifejlesztve, hogy a régebbi típusú lőszereket is ki lehessen lőni vele, addig az újabb, hosszabb hatásos lőtávolsággal rendelkező lőszerek kilövésére is alkalmas.
A legújabb, 2011-es változata az M224A1-es aknavető, mely a korábbi M224-es továbbfejlesztett változata. Az Egyesült Államok Hadseregének terve az, hogy a régebbi M224 aknavetőket lecseréljék az újabb típusú M 224A1-esekre. Ugyanebben az időben fejlesztették ki az M252A1 aknavetőt is, amely a korábbiak könnyebb változata.

## Jellemzői
Az M224 aknavető felépítése
- M225 cső (6,5 kg),
- M170 állvány (6,9 kg),
- M7 talplemez (6,5 kg), vagy az M 8 talplemez, amely mindössze 1,6 kg,
- valamint egy M64A1 irányzék (1,1 kg).

Az M224 aknavető felépítménye egy állványból és egy talplemezből áll, valamint biztosított az emelkedési és oldalirányzási feladatok elvégzése is. Az M64A1-es irányzékot az állványon kell rögzíteni. Az aknavető tüzelést folytathat hagyományos és kézbe vett módon is. A sima cső lehetővé teszi, hogy a gránátok a gravitáció segítségével érjék el az ütőszeget, melyeket kézzel helyeznek el a csőben. Az aknavetőket széles körben alkalmazzák a lövészek.

## Lőszerei
Az M224 aknavető lőszereinek főbb gyakorló és éles változatai:
- Nagy robbanásfokú gránát (HE high explosive) – Fajtái: M888, M720 és M720A1. Főleg az élőerők pusztítására alkalmazzák.
- M722 füstgránát – takarásra, és jelzések leadására szolgál.
- Fényjelzős gránát, melyeket főleg éjszakai bevetések során alkalmaznak.
- Gyakorlógránát – Kiképzési, oktatási célokra használják.
- Infravörös fényjelzős gránát – Éjszakai bevetések során használják.
- Teljes körű gyakorlógránát – Gyakorlásra és akadályelhárításra használják.